# Tour de Langkawi de 2020
A 25.ª edição da competição ciclista Tour de Langkawi (chamado oficialmente: PETRONAS Le Tour de Langkawi) foi uma carreira de ciclismo de estrada por etapas que se celebrou entre 7 e 14 de fevereiro de 2020 na Malásia com início na cidade de Kuching e final na cidade de Kuah sobre um percurso de 1114,9 quilómetros.
A carreira fez parte do UCI ProSeries de 2020, calendário ciclístico mundial de segunda divisão, dentro da categoria UCI 2.pro. O vencedor final foi o italiano Danilo Celano da Sapura. Completaram o p+odio, como segundo e terceiro classificado respectivamente, o cazaque Yevgeniy Fedorov da Vino-Astana Motors e o russo Artem Ovechkin da Terengganu Inc-TSG.

## Equipas participantes
Tomaram parte na carreira 21 equipas: 1 de categoria UCI WorldTeam convidado pela organização, 5 de categoria UCI ProTeam, 14 de categoria Continental e a selecção nacional de Malásia. Formaram assim um pelotão de 123 ciclistas dos que acabaram 107. As equipas participantes foram:
| Equipe WorldTeam- NTT Pro Cycling Equipes ProTeam (5)- Androni Giocattoli-Sidermec - Bardiani CSF Faizanè - Vini Zabù-KTM - B&B Hotels-Vital Concept p/b KTM - Nippo Delko One Provence Equipes Continentais (13)- Aisan Racing Team - Team BridgeLane - PGN Road Cycling Team - KSPO Professional - ARA Pro Racing Sunshine Coast - SSOIS Miogee - St George Continental Cycling Team - Sapura - Terengganu Inc-TSG Cycling Team - Thailand Continental Cycling Team - Vino-Astana Motors - Wildlife Generation Pro Cycling - Utsunomiya Blitzen Equipes nacionais (2)- Hong Kong - Malásia |
| |

## Percorrido
O Tour de Langkawi dispôs de oito etapas dividido em cinco etapas planas, duas em media montanha, e uma etapa de montanha para um percurso total de 1114,9 quilómetros.
| Etapa | Data    | Percurso                        | type            | Distância (km) | Vencedor          | Líder geral      |
| ----- | ------- | ------------------------------- | --------------- | -------------- | ----------------- | ---------------- |
| 1     | 7 fev.  | Kuching – Kuching               | etapa plana     | 96,2           | Yevgeniy Fedorov  | Yevgeniy Fedorov |
| 2     | 8 fev.  | Kuala Terenggan – Kerteh        | etapa plana     | 175,5          | Taj Jones         | Yevgeniy Fedorov |
| 3     | 9 fev.  | Temerloh – Petronas Twin Towers | etapa plana     | 162,5          | Max Walscheid     | Yevgeniy Fedorov |
| 4     | 10 fev. | Putrajaya – Genting Highlands   | alta montanha   | 124,7          | Kevin Rivera      | Danilo Celano    |
| 5     | 11 fev. | Kuala Kubu Bharu – Ipoh         | etapa escarpada | 165,8          | Mohd Hariff Saleh | Danilo Celano    |
| 6     | 12 fev. | Taiping – Ilha de Penang        | etapa plana     | 151,3          | Hideto Nakane     | Danilo Celano    |
| 7     | 13 fev. | Bagan Datuk – Alor Setar        | etapa escarpada | 130,4          | Mohd Hariff Saleh | Danilo Celano    |
| 8     | 14 fev. | Eagle Square – Kuah             | etapa escarpada | 108,5          | Max Walscheid     | Danilo Celano    |

## Desenvolvimento da carreira

### 1.ª etapa
| Kuching - Kuching | etapa plana | (96,2 km) |

| \| Classificação por etapas \| Classificação por etapas \| Classificação por etapas \| Classificação por etapas \| Classificação por etapas \| \| Ciclista \| Ciclista \| Equipe \| Tempo \| \| \| ------------------------ \| ---------------------------- \| --------------------------------- \| ------------------------ \| ------------------------ \| \| 1. \| Yevgeniy Fedorov \| Vino-Astana Motors \| 1h51m01s \| \| \| 2. \| Thurakit Boonratanathanakorn \| Thailand Continental Cycling Team \| + 3s \| \| \| 3. \| Ahmet Örken \| Team Sapura Cycling \| + 1m07s \| \| \| 4. \| Max Walscheid \| NTT Pro Cycling \| + 1m07s \| \| \| 5. \| Matteo Pelucchi \| Bardiani CSF Faizanè \| + 1m07s \| \| \| 6. \| Geórgios Boúglas \| SSOIS Miogee Cycling Team \| + 1m07s \| \| \| 7. \| Taj Jones \| ARA Pro Racing Sunshine Coast \| + 1m07s \| \| \| 8. \| Giovanni Lonardi \| Bardiani CSF Faizanè \| + 1m07s \| \| \| 9. \| Luca Pacioni \| Androni Giocattoli-Sidermec \| + 1m07s \| \| \| 10. \| Mohd Hariff Saleh \| Terengganu Inc-TSG Cycling Team \| + 1m07s \| \| |                              |                                   |          |
| |                              |                                   |          |
| Fonte: ProCyclingStats |                              |                                   |          |
| Classificação por etapas |                              |                                   |          |
| Ciclista | Ciclista                     | Equipe                            | Tempo    |
| 1. | Yevgeniy Fedorov             | Vino-Astana Motors                | 1h51m01s |
| 2. | Thurakit Boonratanathanakorn | Thailand Continental Cycling Team | + 3s     |
| 3. | Ahmet Örken                  | Team Sapura Cycling               | + 1m07s  |
| 4. | Max Walscheid                | NTT Pro Cycling                   | + 1m07s  |
| 5. | Matteo Pelucchi              | Bardiani CSF Faizanè              | + 1m07s  |
| 6. | Geórgios Boúglas             | SSOIS Miogee Cycling Team         | + 1m07s  |
| 7. | Taj Jones                    | ARA Pro Racing Sunshine Coast     | + 1m07s  |
| 8. | Giovanni Lonardi             | Bardiani CSF Faizanè              | + 1m07s  |
| 9. | Luca Pacioni                 | Androni Giocattoli-Sidermec       | + 1m07s  |
| 10. | Mohd Hariff Saleh            | Terengganu Inc-TSG Cycling Team   | + 1m07s  |

| \| Classificação geral \| Classificação geral \| Classificação geral \| Classificação geral \| Classificação geral \| \| Ciclista \| Ciclista \| Equipe \| Tempo \| \| \| ------------------- \| ---------------------------- \| ---------------------------------- \| ------------------- \| ------------------- \| \| 1. \| Yevgeniy Fedorov \| Vino-Astana Motors \| 1h51m01s \| \| \| 2. \| Thurakit Boonratanathanakorn \| Thailand Continental Cycling Team \| + 9s \| \| \| 3. \| Ahmet Örken \| Team Sapura Cycling \| + 1m29s \| \| \| 4. \| Ben Van Dam \| Team BridgeLane \| + 1m31s \| \| \| 5. \| Aiman Cahyadi \| Mula Cycling Team \| + 1m32s \| \| \| 6. \| Michael Vink \| St George Continental Cycling Team \| + 1m32s \| \| \| 7. \| Bernard Van Aert \| Mula Cycling Team \| + 1m32s \| \| \| 8. \| Max Walscheid \| NTT Pro Cycling \| + 1m33s \| \| \| 9. \| Matteo Pelucchi \| Bardiani CSF Faizanè \| + 1m33s \| \| \| 10. \| Geórgios Boúglas \| SSOIS Miogee Cycling Team \| + 1m33s \| \| |                              |                                    |          |
| |                              |                                    |          |
| Fonte: ProCyclingStats |                              |                                    |          |
| Classificação geral |                              |                                    |          |
| Ciclista | Ciclista                     | Equipe                             | Tempo    |
| 1. | Yevgeniy Fedorov             | Vino-Astana Motors                 | 1h51m01s |
| 2. | Thurakit Boonratanathanakorn | Thailand Continental Cycling Team  | + 9s     |
| 3. | Ahmet Örken                  | Team Sapura Cycling                | + 1m29s  |
| 4. | Ben Van Dam                  | Team BridgeLane                    | + 1m31s  |
| 5. | Aiman Cahyadi                | Mula Cycling Team                  | + 1m32s  |
| 6. | Michael Vink                 | St George Continental Cycling Team | + 1m32s  |
| 7. | Bernard Van Aert             | Mula Cycling Team                  | + 1m32s  |
| 8. | Max Walscheid                | NTT Pro Cycling                    | + 1m33s  |
| 9. | Matteo Pelucchi              | Bardiani CSF Faizanè               | + 1m33s  |
| 10. | Geórgios Boúglas             | SSOIS Miogee Cycling Team          | + 1m33s  |

### 2.ª etapa
| Kuala Terenggan - Kerteh | etapa plana | (175,5 km) |

| \| Classificação por etapas \| Classificação por etapas \| Classificação por etapas \| Classificação por etapas \| Classificação por etapas \| \| Ciclista \| Ciclista \| Equipe \| Tempo \| \| \| ------------------------ \| ------------------------ \| -------------------------------- \| ------------------------ \| ------------------------ \| \| 1. \| Taj Jones \| ARA Pro Racing Sunshine Coast \| 4h05m29s \| \| \| 2. \| Max Walscheid \| NTT Pro Cycling \| + 0s \| \| \| 3. \| Jérémy Lecroq \| B&B Hotels-Vital Concept p/b KTM \| + 0s \| \| \| 4. \| Riccardo Minali \| Nippo-Delko One Provence \| + 0s \| \| \| 5. \| Mohd Hariff Saleh \| Terengganu Inc-TSG Cycling Team \| + 0s \| \| \| 6. \| Matteo Pelucchi \| Bardiani CSF Faizanè \| + 0s \| \| \| 7. \| Tristan Ward \| Team BridgeLane \| + 0s \| \| \| 8. \| Geórgios Boúglas \| SSOIS Miogee Cycling Team \| + 0s \| \| \| 9. \| Luca Pacioni \| Androni Giocattoli-Sidermec \| + 0s \| \| \| 10. \| Keigo Kusaba \| Aisan Racing Team \| + 0s \| \| |                   |                                  |          |
| |                   |                                  |          |
| Fonte: ProCyclingStats |                   |                                  |          |
| Classificação por etapas |                   |                                  |          |
| Ciclista | Ciclista          | Equipe                           | Tempo    |
| 1. | Taj Jones         | ARA Pro Racing Sunshine Coast    | 4h05m29s |
| 2. | Max Walscheid     | NTT Pro Cycling                  | + 0s     |
| 3. | Jérémy Lecroq     | B&B Hotels-Vital Concept p/b KTM | + 0s     |
| 4. | Riccardo Minali   | Nippo-Delko One Provence         | + 0s     |
| 5. | Mohd Hariff Saleh | Terengganu Inc-TSG Cycling Team  | + 0s     |
| 6. | Matteo Pelucchi   | Bardiani CSF Faizanè             | + 0s     |
| 7. | Tristan Ward      | Team BridgeLane                  | + 0s     |
| 8. | Geórgios Boúglas  | SSOIS Miogee Cycling Team        | + 0s     |
| 9. | Luca Pacioni      | Androni Giocattoli-Sidermec      | + 0s     |
| 10. | Keigo Kusaba      | Aisan Racing Team                | + 0s     |

| \| Classificação geral \| Classificação geral \| Classificação geral \| Classificação geral \| Classificação geral \| \| Ciclista \| Ciclista \| Equipe \| Tempo \| \| \| ------------------- \| ---------------------------- \| --------------------------------- \| ------------------- \| ------------------- \| \| 1. \| Yevgeniy Fedorov \| Vino-Astana Motors \| 5h56m14s \| \| \| 2. \| Thurakit Boonratanathanakorn \| Thailand Continental Cycling Team \| + 9s \| \| \| 3. \| Taj Jones \| ARA Pro Racing Sunshine Coast \| + 1m23s \| \| \| 4. \| Nur Aiman Zariff \| Team Sapura Cycling \| + 1m24s \| \| \| 5. \| Max Walscheid \| NTT Pro Cycling \| + 1m27s \| \| \| 6. \| Ahmet Örken \| Team Sapura Cycling \| + 1m29s \| \| \| 7. \| Jérémy Lecroq \| B&B Hotels-Vital Concept p/b KTM \| + 1m29s \| \| \| 8. \| Rylee Field \| Team BridgeLane \| + 1m29s \| \| \| 9. \| Mattia Viel \| Androni Giocattoli-Sidermec \| + 1m30s \| \| \| 10. \| Alessandro Iacchi \| Vini Zabù-KTM \| + 1m31s \| \| |                              |                                   |          |
| |                              |                                   |          |
| Fonte: ProCyclingStats |                              |                                   |          |
| Classificação geral |                              |                                   |          |
| Ciclista | Ciclista                     | Equipe                            | Tempo    |
| 1. | Yevgeniy Fedorov             | Vino-Astana Motors                | 5h56m14s |
| 2. | Thurakit Boonratanathanakorn | Thailand Continental Cycling Team | + 9s     |
| 3. | Taj Jones                    | ARA Pro Racing Sunshine Coast     | + 1m23s  |
| 4. | Nur Aiman Zariff             | Team Sapura Cycling               | + 1m24s  |
| 5. | Max Walscheid                | NTT Pro Cycling                   | + 1m27s  |
| 6. | Ahmet Örken                  | Team Sapura Cycling               | + 1m29s  |
| 7. | Jérémy Lecroq                | B&B Hotels-Vital Concept p/b KTM  | + 1m29s  |
| 8. | Rylee Field                  | Team BridgeLane                   | + 1m29s  |
| 9. | Mattia Viel                  | Androni Giocattoli-Sidermec       | + 1m30s  |
| 10. | Alessandro Iacchi            | Vini Zabù-KTM                     | + 1m31s  |

### 3.ª etapa
| Temerloh - Petronas Twin Towers | etapa plana | (162,5 km) |

| \| Classificação por etapas \| Classificação por etapas \| Classificação por etapas \| Classificação por etapas \| Classificação por etapas \| \| Ciclista \| Ciclista \| Equipe \| Tempo \| \| \| ------------------------ \| ------------------------- \| ------------------------------- \| ------------------------ \| ------------------------ \| \| 1. \| Max Walscheid \| NTT Pro Cycling \| 3h51m42s \| \| \| 2. \| Riccardo Minali \| Nippo-Delko One Provence \| + 0s \| \| \| 3. \| Ahmet Örken \| Team Sapura Cycling \| + 0s \| \| \| 4. \| Geórgios Boúglas \| SSOIS Miogee Cycling Team \| + 0s \| \| \| 5. \| Giovanni Lonardi \| Bardiani CSF Faizanè \| + 0s \| \| \| 6. \| Alexander Cowan \| Wildlife Generation Pro Cycling \| + 0s \| \| \| 7. \| Jamalidin Novardianto \| Mula Cycling Team \| + 0s \| \| \| 8. \| Luca Pacioni \| Androni Giocattoli-Sidermec \| + 0s \| \| \| 9. \| Mohamad Izzat Abdul Halil \| Malásia \| + 0s \| \| \| 10. \| Tristan Ward \| Team BridgeLane \| + 0s \| \| |                           |                                 |          |
| |                           |                                 |          |
| Fonte: ProCyclingStats |                           |                                 |          |
| Classificação por etapas |                           |                                 |          |
| Ciclista | Ciclista                  | Equipe                          | Tempo    |
| 1. | Max Walscheid             | NTT Pro Cycling                 | 3h51m42s |
| 2. | Riccardo Minali           | Nippo-Delko One Provence        | + 0s     |
| 3. | Ahmet Örken               | Team Sapura Cycling             | + 0s     |
| 4. | Geórgios Boúglas          | SSOIS Miogee Cycling Team       | + 0s     |
| 5. | Giovanni Lonardi          | Bardiani CSF Faizanè            | + 0s     |
| 6. | Alexander Cowan           | Wildlife Generation Pro Cycling | + 0s     |
| 7. | Jamalidin Novardianto     | Mula Cycling Team               | + 0s     |
| 8. | Luca Pacioni              | Androni Giocattoli-Sidermec     | + 0s     |
| 9. | Mohamad Izzat Abdul Halil | Malásia                         | + 0s     |
| 10. | Tristan Ward              | Team BridgeLane                 | + 0s     |

| \| Classificação geral \| Classificação geral \| Classificação geral \| Classificação geral \| Classificação geral \| \| Ciclista \| Ciclista \| Equipe \| Tempo \| \| \| ------------------- \| ---------------------------- \| --------------------------------- \| ------------------- \| ------------------- \| \| 1. \| Yevgeniy Fedorov \| Vino-Astana Motors \| 9h47m56s \| \| \| 2. \| Thurakit Boonratanathanakorn \| Thailand Continental Cycling Team \| + 9s \| \| \| 3. \| Max Walscheid \| NTT Pro Cycling \| + 1m17s \| \| \| 4. \| Ahmet Örken \| Team Sapura Cycling \| + 1m22s \| \| \| 5. \| Nur Aiman Zariff \| Team Sapura Cycling \| + 1m22s \| \| \| 6. \| Taj Jones \| ARA Pro Racing Sunshine Coast \| + 1m23s \| \| \| 7. \| Bernard Van Aert \| Mula Cycling Team \| + 1m27s \| \| \| 8. \| Geórgios Boúglas \| SSOIS Miogee Cycling Team \| + 1m28s \| \| \| 9. \| Rylee Field \| Team BridgeLane \| + 1m29s \| \| \| 10. \| Aiman Cahyadi \| Mula Cycling Team \| + 1m32s \| \| |                              |                                   |          |
| |                              |                                   |          |
| Fonte: ProCyclingStats |                              |                                   |          |
| Classificação geral |                              |                                   |          |
| Ciclista | Ciclista                     | Equipe                            | Tempo    |
| 1. | Yevgeniy Fedorov             | Vino-Astana Motors                | 9h47m56s |
| 2. | Thurakit Boonratanathanakorn | Thailand Continental Cycling Team | + 9s     |
| 3. | Max Walscheid                | NTT Pro Cycling                   | + 1m17s  |
| 4. | Ahmet Örken                  | Team Sapura Cycling               | + 1m22s  |
| 5. | Nur Aiman Zariff             | Team Sapura Cycling               | + 1m22s  |
| 6. | Taj Jones                    | ARA Pro Racing Sunshine Coast     | + 1m23s  |
| 7. | Bernard Van Aert             | Mula Cycling Team                 | + 1m27s  |
| 8. | Geórgios Boúglas             | SSOIS Miogee Cycling Team         | + 1m28s  |
| 9. | Rylee Field                  | Team BridgeLane                   | + 1m29s  |
| 10. | Aiman Cahyadi                | Mula Cycling Team                 | + 1m32s  |

### 4.ª etapa
| Putrajaya - Genting Highlands | alta montanha | (124,7 km) |

| \| Classificação por etapas \| Classificação por etapas \| Classificação por etapas \| Classificação por etapas \| Classificação por etapas \| \| Ciclista \| Ciclista \| Equipe \| Tempo \| \| \| ------------------------ \| ------------------------ \| -------------------------------- \| ------------------------ \| ------------------------ \| \| 1. \| Kevin Rivera \| Androni Giocattoli-Sidermec \| 4h18m55s \| \| \| 2. \| Danilo Celano \| Team Sapura Cycling \| + 10s \| \| \| 3. \| Artem Ovechkin \| Terengganu Inc-TSG Cycling Team \| + 43s \| \| \| 4. \| Pierpaolo Ficara \| Team Sapura Cycling \| + 1m17s \| \| \| 5. \| Quentin Pacher \| B&B Hotels-Vital Concept p/b KTM \| + 1m17s \| \| \| 6. \| Cristian Raileanu \| Team Sapura Cycling \| + 1m40s \| \| \| 7. \| Hideto Nakane \| Nippo-Delko One Provence \| + 1m56s \| \| \| 8. \| Lorenzo Fortunato \| Vini Zabù-KTM \| + 2m00s \| \| \| 9. \| Yevgeniy Fedorov \| Vino-Astana Motors \| + 2m07s \| \| \| 10. \| Carlos Quintero \| Terengganu Inc-TSG Cycling Team \| + 2m07s \| \| |                   |                                  |          |
| |                   |                                  |          |
| Fonte: ProCyclingStats |                   |                                  |          |
| Classificação por etapas |                   |                                  |          |
| Ciclista | Ciclista          | Equipe                           | Tempo    |
| 1. | Kevin Rivera      | Androni Giocattoli-Sidermec      | 4h18m55s |
| 2. | Danilo Celano     | Team Sapura Cycling              | + 10s    |
| 3. | Artem Ovechkin    | Terengganu Inc-TSG Cycling Team  | + 43s    |
| 4. | Pierpaolo Ficara  | Team Sapura Cycling              | + 1m17s  |
| 5. | Quentin Pacher    | B&B Hotels-Vital Concept p/b KTM | + 1m17s  |
| 6. | Cristian Raileanu | Team Sapura Cycling              | + 1m40s  |
| 7. | Hideto Nakane     | Nippo-Delko One Provence         | + 1m56s  |
| 8. | Lorenzo Fortunato | Vini Zabù-KTM                    | + 2m00s  |
| 9. | Yevgeniy Fedorov  | Vino-Astana Motors               | + 2m07s  |
| 10. | Carlos Quintero   | Terengganu Inc-TSG Cycling Team  | + 2m07s  |

| \| Classificação geral \| Classificação geral \| Classificação geral \| Classificação geral \| Classificação geral \| \| Ciclista \| Ciclista \| Equipe \| Tempo \| \| \| ------------------- \| -------------------------- \| -------------------------------- \| ------------------- \| ------------------- \| \| 1. \| Danilo Celano \| Team Sapura Cycling \| 14h08m28s \| \| \| 2. \| Yevgeniy Fedorov \| Vino-Astana Motors \| + 30s \| \| \| 3. \| Artem Ovechkin \| Terengganu Inc-TSG Cycling Team \| + 35s \| \| \| 4. \| Quentin Pacher \| B&B Hotels-Vital Concept p/b KTM \| + 1m13s \| \| \| 5. \| Pierpaolo Ficara \| Team Sapura Cycling \| + 1m13s \| \| \| 6. \| Cristian Raileanu \| Team Sapura Cycling \| + 1m36s \| \| \| 7. \| Hideto Nakane \| Nippo-Delko One Provence \| + 1m52s \| \| \| 8. \| Lorenzo Fortunato \| Vini Zabù-KTM \| + 1m56s \| \| \| 9. \| Carlos Quintero \| Terengganu Inc-TSG Cycling Team \| + 2m03s \| \| \| 10. \| Francesco Manuel Bongiorno \| Vini Zabù-KTM \| + 2m16s \| \| |                            |                                  |           |
| |                            |                                  |           |
| Fonte: ProCyclingStats |                            |                                  |           |
| Classificação geral |                            |                                  |           |
| Ciclista | Ciclista                   | Equipe                           | Tempo     |
| 1. | Danilo Celano              | Team Sapura Cycling              | 14h08m28s |
| 2. | Yevgeniy Fedorov           | Vino-Astana Motors               | + 30s     |
| 3. | Artem Ovechkin             | Terengganu Inc-TSG Cycling Team  | + 35s     |
| 4. | Quentin Pacher             | B&B Hotels-Vital Concept p/b KTM | + 1m13s   |
| 5. | Pierpaolo Ficara           | Team Sapura Cycling              | + 1m13s   |
| 6. | Cristian Raileanu          | Team Sapura Cycling              | + 1m36s   |
| 7. | Hideto Nakane              | Nippo-Delko One Provence         | + 1m52s   |
| 8. | Lorenzo Fortunato          | Vini Zabù-KTM                    | + 1m56s   |
| 9. | Carlos Quintero            | Terengganu Inc-TSG Cycling Team  | + 2m03s   |
| 10. | Francesco Manuel Bongiorno | Vini Zabù-KTM                    | + 2m16s   |

### 5.ª etapa
| Kuala Kubu Bharu - Ipoh | etapa escarpada | (165,8 km) |

| \| Classificação por etapas \| Classificação por etapas \| Classificação por etapas \| Classificação por etapas \| Classificação por etapas \| \| Ciclista \| Ciclista \| Equipe \| Tempo \| \| \| ------------------------ \| ------------------------ \| ------------------------------- \| ------------------------ \| ------------------------ \| \| 1. \| Mohd Hariff Saleh \| Terengganu Inc-TSG Cycling Team \| 3h39m42s \| \| \| 2. \| Max Walscheid \| NTT Pro Cycling \| + 0s \| \| \| 3. \| Matteo Pelucchi \| Bardiani CSF Faizanè \| + 0s \| \| \| 4. \| André Looij \| SSOIS Miogee Cycling Team \| + 0s \| \| \| 5. \| Taj Jones \| ARA Pro Racing Sunshine Coast \| + 0s \| \| \| 6. \| Luca Pacioni \| Androni Giocattoli-Sidermec \| + 0s \| \| \| 7. \| Ahmet Örken \| Team Sapura Cycling \| + 0s \| \| \| 8. \| Tristan Ward \| Team BridgeLane \| + 0s \| \| \| 9. \| Anuar Manan \| Malásia \| + 0s \| \| \| 10. \| Gleb Brussenskiy \| Vino-Astana Motors \| + 0s \| \| |                   |                                 |          |
| |                   |                                 |          |
| Fonte: ProCyclingStats |                   |                                 |          |
| Classificação por etapas |                   |                                 |          |
| Ciclista | Ciclista          | Equipe                          | Tempo    |
| 1. | Mohd Hariff Saleh | Terengganu Inc-TSG Cycling Team | 3h39m42s |
| 2. | Max Walscheid     | NTT Pro Cycling                 | + 0s     |
| 3. | Matteo Pelucchi   | Bardiani CSF Faizanè            | + 0s     |
| 4. | André Looij       | SSOIS Miogee Cycling Team       | + 0s     |
| 5. | Taj Jones         | ARA Pro Racing Sunshine Coast   | + 0s     |
| 6. | Luca Pacioni      | Androni Giocattoli-Sidermec     | + 0s     |
| 7. | Ahmet Örken       | Team Sapura Cycling             | + 0s     |
| 8. | Tristan Ward      | Team BridgeLane                 | + 0s     |
| 9. | Anuar Manan       | Malásia                         | + 0s     |
| 10. | Gleb Brussenskiy  | Vino-Astana Motors              | + 0s     |

| \| Classificação geral \| Classificação geral \| Classificação geral \| Classificação geral \| Classificação geral \| \| Ciclista \| Ciclista \| Equipe \| Tempo \| \| \| ------------------- \| -------------------------- \| -------------------------------- \| ------------------- \| ------------------- \| \| 1. \| Danilo Celano \| Team Sapura Cycling \| 17h48m10s \| \| \| 2. \| Yevgeniy Fedorov \| Vino-Astana Motors \| + 30s \| \| \| 3. \| Artem Ovechkin \| Terengganu Inc-TSG Cycling Team \| + 35s \| \| \| 4. \| Quentin Pacher \| B&B Hotels-Vital Concept p/b KTM \| + 1m13s \| \| \| 5. \| Pierpaolo Ficara \| Team Sapura Cycling \| + 1m13s \| \| \| 6. \| Cristian Raileanu \| Team Sapura Cycling \| + 1m36s \| \| \| 7. \| Hideto Nakane \| Nippo-Delko One Provence \| + 1m52s \| \| \| 8. \| Lorenzo Fortunato \| Vini Zabù-KTM \| + 1m56s \| \| \| 9. \| Carlos Quintero \| Terengganu Inc-TSG Cycling Team \| + 2m03s \| \| \| 10. \| Francesco Manuel Bongiorno \| Vini Zabù-KTM \| + 2m16s \| \| |                            |                                  |           |
| |                            |                                  |           |
| Fonte: ProCyclingStats |                            |                                  |           |
| Classificação geral |                            |                                  |           |
| Ciclista | Ciclista                   | Equipe                           | Tempo     |
| 1. | Danilo Celano              | Team Sapura Cycling              | 17h48m10s |
| 2. | Yevgeniy Fedorov           | Vino-Astana Motors               | + 30s     |
| 3. | Artem Ovechkin             | Terengganu Inc-TSG Cycling Team  | + 35s     |
| 4. | Quentin Pacher             | B&B Hotels-Vital Concept p/b KTM | + 1m13s   |
| 5. | Pierpaolo Ficara           | Team Sapura Cycling              | + 1m13s   |
| 6. | Cristian Raileanu          | Team Sapura Cycling              | + 1m36s   |
| 7. | Hideto Nakane              | Nippo-Delko One Provence         | + 1m52s   |
| 8. | Lorenzo Fortunato          | Vini Zabù-KTM                    | + 1m56s   |
| 9. | Carlos Quintero            | Terengganu Inc-TSG Cycling Team  | + 2m03s   |
| 10. | Francesco Manuel Bongiorno | Vini Zabù-KTM                    | + 2m16s   |

### 6.ª etapa
| Taiping - Ilha de Penang | etapa plana | (151,3 km) |

| \| Classificação por etapas \| Classificação por etapas \| Classificação por etapas \| Classificação por etapas \| Classificação por etapas \| \| Ciclista \| Ciclista \| Equipe \| Tempo \| \| \| ------------------------ \| -------------------------- \| ---------------------------------- \| ------------------------ \| ------------------------ \| \| 1. \| Hideto Nakane \| Nippo-Delko One Provence \| 3h29m15s \| \| \| 2. \| Gleb Brussenskiy \| Vino-Astana Motors \| + 0s \| \| \| 3. \| Samuele Battistella \| NTT Pro Cycling \| + 4s \| \| \| 4. \| Quentin Pacher \| B&B Hotels-Vital Concept p/b KTM \| + 4s \| \| \| 5. \| Carlos Quintero \| Terengganu Inc-TSG Cycling Team \| + 4s \| \| \| 6. \| Michael Vink \| St George Continental Cycling Team \| + 4s \| \| \| 7. \| Pierpaolo Ficara \| Team Sapura Cycling \| + 4s \| \| \| 8. \| Metkel Eyob \| Terengganu Inc-TSG Cycling Team \| + 4s \| \| \| 9. \| Ahmad Yoga Ilham Firdaus \| Mula Cycling Team \| + 4s \| \| \| 10. \| Francesco Manuel Bongiorno \| Vini Zabù-KTM \| + 4s \| \| |                            |                                    |          |
| |                            |                                    |          |
| Fonte: ProCyclingStats |                            |                                    |          |
| Classificação por etapas |                            |                                    |          |
| Ciclista | Ciclista                   | Equipe                             | Tempo    |
| 1. | Hideto Nakane              | Nippo-Delko One Provence           | 3h29m15s |
| 2. | Gleb Brussenskiy           | Vino-Astana Motors                 | + 0s     |
| 3. | Samuele Battistella        | NTT Pro Cycling                    | + 4s     |
| 4. | Quentin Pacher             | B&B Hotels-Vital Concept p/b KTM   | + 4s     |
| 5. | Carlos Quintero            | Terengganu Inc-TSG Cycling Team    | + 4s     |
| 6. | Michael Vink               | St George Continental Cycling Team | + 4s     |
| 7. | Pierpaolo Ficara           | Team Sapura Cycling                | + 4s     |
| 8. | Metkel Eyob                | Terengganu Inc-TSG Cycling Team    | + 4s     |
| 9. | Ahmad Yoga Ilham Firdaus   | Mula Cycling Team                  | + 4s     |
| 10. | Francesco Manuel Bongiorno | Vini Zabù-KTM                      | + 4s     |

| \| Classificação geral \| Classificação geral \| Classificação geral \| Classificação geral \| Classificação geral \| \| Ciclista \| Ciclista \| Equipe \| Tempo \| \| \| ------------------- \| -------------------------- \| -------------------------------- \| ------------------- \| ------------------- \| \| 1. \| Danilo Celano \| Team Sapura Cycling \| 21h17m33s \| \| \| 2. \| Yevgeniy Fedorov \| Vino-Astana Motors \| + 26s \| \| \| 3. \| Artem Ovechkin \| Terengganu Inc-TSG Cycling Team \| + 35s \| \| \| 4. \| Pierpaolo Ficara \| Team Sapura Cycling \| + 1m07s \| \| \| 5. \| Quentin Pacher \| B&B Hotels-Vital Concept p/b KTM \| + 1m09s \| \| \| 6. \| Hideto Nakane \| Nippo-Delko One Provence \| + 1m34s \| \| \| 7. \| Cristian Raileanu \| Team Sapura Cycling \| + 1m36s \| \| \| 8. \| Lorenzo Fortunato \| Vini Zabù-KTM \| + 1m56s \| \| \| 9. \| Carlos Quintero \| Terengganu Inc-TSG Cycling Team \| + 1m59s \| \| \| 10. \| Francesco Manuel Bongiorno \| Vini Zabù-KTM \| + 2m12s \| \| |                            |                                  |           |
| |                            |                                  |           |
| Fonte: ProCyclingStats |                            |                                  |           |
| Classificação geral |                            |                                  |           |
| Ciclista | Ciclista                   | Equipe                           | Tempo     |
| 1. | Danilo Celano              | Team Sapura Cycling              | 21h17m33s |
| 2. | Yevgeniy Fedorov           | Vino-Astana Motors               | + 26s     |
| 3. | Artem Ovechkin             | Terengganu Inc-TSG Cycling Team  | + 35s     |
| 4. | Pierpaolo Ficara           | Team Sapura Cycling              | + 1m07s   |
| 5. | Quentin Pacher             | B&B Hotels-Vital Concept p/b KTM | + 1m09s   |
| 6. | Hideto Nakane              | Nippo-Delko One Provence         | + 1m34s   |
| 7. | Cristian Raileanu          | Team Sapura Cycling              | + 1m36s   |
| 8. | Lorenzo Fortunato          | Vini Zabù-KTM                    | + 1m56s   |
| 9. | Carlos Quintero            | Terengganu Inc-TSG Cycling Team  | + 1m59s   |
| 10. | Francesco Manuel Bongiorno | Vini Zabù-KTM                    | + 2m12s   |

### 7.ª etapa
| Bagan Datuk - Alor Setar | etapa escarpada | (130,4 km) |

| \| Classificação por etapas \| Classificação por etapas \| Classificação por etapas \| Classificação por etapas \| Classificação por etapas \| \| Ciclista \| Ciclista \| Equipe \| Tempo \| \| \| ------------------------ \| ------------------------- \| ------------------------------- \| ------------------------ \| ------------------------ \| \| 1. \| Mohd Hariff Saleh \| Terengganu Inc-TSG Cycling Team \| 2h53m17s \| \| \| 2. \| Matteo Pelucchi \| Bardiani CSF Faizanè \| + 0s \| \| \| 3. \| Taj Jones \| ARA Pro Racing Sunshine Coast \| + 0s \| \| \| 4. \| Riccardo Minali \| Nippo-Delko One Provence \| + 0s \| \| \| 5. \| Luca Pacioni \| Androni Giocattoli-Sidermec \| + 0s \| \| \| 6. \| Giovanni Lonardi \| Bardiani CSF Faizanè \| + 0s \| \| \| 7. \| Mohamad Izzat Abdul Halil \| Malásia \| + 0s \| \| \| 8. \| Tristan Ward \| Team BridgeLane \| + 0s \| \| \| 9. \| Kakeru Omae \| Aisan Racing Team \| + 0s \| \| \| 10. \| Ahmet Örken \| Team Sapura Cycling \| + 0s \| \| |                           |                                 |          |
| |                           |                                 |          |
| Fonte: ProCyclingStats |                           |                                 |          |
| Classificação por etapas |                           |                                 |          |
| Ciclista | Ciclista                  | Equipe                          | Tempo    |
| 1. | Mohd Hariff Saleh         | Terengganu Inc-TSG Cycling Team | 2h53m17s |
| 2. | Matteo Pelucchi           | Bardiani CSF Faizanè            | + 0s     |
| 3. | Taj Jones                 | ARA Pro Racing Sunshine Coast   | + 0s     |
| 4. | Riccardo Minali           | Nippo-Delko One Provence        | + 0s     |
| 5. | Luca Pacioni              | Androni Giocattoli-Sidermec     | + 0s     |
| 6. | Giovanni Lonardi          | Bardiani CSF Faizanè            | + 0s     |
| 7. | Mohamad Izzat Abdul Halil | Malásia                         | + 0s     |
| 8. | Tristan Ward              | Team BridgeLane                 | + 0s     |
| 9. | Kakeru Omae               | Aisan Racing Team               | + 0s     |
| 10. | Ahmet Örken               | Team Sapura Cycling             | + 0s     |

| \| Classificação geral \| Classificação geral \| Classificação geral \| Classificação geral \| Classificação geral \| \| Ciclista \| Ciclista \| Equipe \| Tempo \| \| \| ------------------- \| -------------------------- \| -------------------------------- \| ------------------- \| ------------------- \| \| 1. \| Danilo Celano \| Team Sapura Cycling \| 24h10m50s \| \| \| 2. \| Yevgeniy Fedorov \| Vino-Astana Motors \| + 26s \| \| \| 3. \| Artem Ovechkin \| Terengganu Inc-TSG Cycling Team \| + 35s \| \| \| 4. \| Pierpaolo Ficara \| Team Sapura Cycling \| + 1m07s \| \| \| 5. \| Quentin Pacher \| B&B Hotels-Vital Concept p/b KTM \| + 1m09s \| \| \| 6. \| Hideto Nakane \| Nippo-Delko One Provence \| + 1m34s \| \| \| 7. \| Cristian Raileanu \| Team Sapura Cycling \| + 1m36s \| \| \| 8. \| Lorenzo Fortunato \| Vini Zabù-KTM \| + 1m56s \| \| \| 9. \| Carlos Quintero \| Terengganu Inc-TSG Cycling Team \| + 1m59s \| \| \| 10. \| Francesco Manuel Bongiorno \| Vini Zabù-KTM \| + 2m12s \| \| |                            |                                  |           |
| |                            |                                  |           |
| Fonte: ProCyclingStats |                            |                                  |           |
| Classificação geral |                            |                                  |           |
| Ciclista | Ciclista                   | Equipe                           | Tempo     |
| 1. | Danilo Celano              | Team Sapura Cycling              | 24h10m50s |
| 2. | Yevgeniy Fedorov           | Vino-Astana Motors               | + 26s     |
| 3. | Artem Ovechkin             | Terengganu Inc-TSG Cycling Team  | + 35s     |
| 4. | Pierpaolo Ficara           | Team Sapura Cycling              | + 1m07s   |
| 5. | Quentin Pacher             | B&B Hotels-Vital Concept p/b KTM | + 1m09s   |
| 6. | Hideto Nakane              | Nippo-Delko One Provence         | + 1m34s   |
| 7. | Cristian Raileanu          | Team Sapura Cycling              | + 1m36s   |
| 8. | Lorenzo Fortunato          | Vini Zabù-KTM                    | + 1m56s   |
| 9. | Carlos Quintero            | Terengganu Inc-TSG Cycling Team  | + 1m59s   |
| 10. | Francesco Manuel Bongiorno | Vini Zabù-KTM                    | + 2m12s   |

### 8.ª etapa
| Eagle Square - Kuah | etapa escarpada | (108,5 km) |

| \| Classificação por etapas \| Classificação por etapas \| Classificação por etapas \| Classificação por etapas \| Classificação por etapas \| \| Ciclista \| Ciclista \| Equipe \| Tempo \| \| \| ------------------------ \| ---------------------------- \| ----------------------------- \| ------------------------ \| ------------------------ \| \| 1. \| Max Walscheid \| NTT Pro Cycling \| 2h29m08s \| \| \| 2. \| Luca Pacioni \| Androni Giocattoli-Sidermec \| + 0s \| \| \| 3. \| Taj Jones \| ARA Pro Racing Sunshine Coast \| + 0s \| \| \| 4. \| Danieal Haikal Eddy Suhaidee \| Malásia \| + 0s \| \| \| 5. \| Gleb Brussenskiy \| Vino-Astana Motors \| + 0s \| \| \| 7. \| Bernard Van Aert \| Mula Cycling Team \| + 0s \| \| \| 8. \| Giovanni Lonardi \| Bardiani CSF Faizanè \| + 0s \| \| \| 9. \| Keigo Kusaba \| Aisan Racing Team \| + 0s \| \| \| 10. \| Pierpaolo Ficara \| Team Sapura Cycling \| + 0s \| \| |                              |                               |          |
| |                              |                               |          |
| Fonte: ProCyclingStats |                              |                               |          |
| Classificação por etapas |                              |                               |          |
| Ciclista | Ciclista                     | Equipe                        | Tempo    |
| 1. | Max Walscheid                | NTT Pro Cycling               | 2h29m08s |
| 2. | Luca Pacioni                 | Androni Giocattoli-Sidermec   | + 0s     |
| 3. | Taj Jones                    | ARA Pro Racing Sunshine Coast | + 0s     |
| 4. | Danieal Haikal Eddy Suhaidee | Malásia                       | + 0s     |
| 5. | Gleb Brussenskiy             | Vino-Astana Motors            | + 0s     |
| 7. | Bernard Van Aert             | Mula Cycling Team             | + 0s     |
| 8. | Giovanni Lonardi             | Bardiani CSF Faizanè          | + 0s     |
| 9. | Keigo Kusaba                 | Aisan Racing Team             | + 0s     |
| 10. | Pierpaolo Ficara             | Team Sapura Cycling           | + 0s     |

## Classificações finais
- As classificações finalizaram da seguinte forma:[4]

### Classificação geral
| \| Classificação geral \| Classificação geral \| Classificação geral \| Classificação geral \| Classificação geral \| \| Ciclista \| Ciclista \| Equipe \| Tempo \| \| \| ------------------- \| -------------------------- \| -------------------------------- \| ------------------- \| ------------------- \| \| 1. \| Danilo Celano \| Team Sapura Cycling \| 26h39m58s \| \| \| 2. \| Yevgeniy Fedorov \| Vino-Astana Motors \| + 26s \| \| \| 3. \| Artem Ovechkin \| Terengganu Inc-TSG Cycling Team \| + 35s \| \| \| 4. \| Pierpaolo Ficara \| Team Sapura Cycling \| + 1m07s \| \| \| 5. \| Quentin Pacher \| B&B Hotels-Vital Concept p/b KTM \| + 1m09s \| \| \| 6. \| Hideto Nakane \| Nippo-Delko One Provence \| + 1m34s \| \| \| 7. \| Cristian Raileanu \| Team Sapura Cycling \| + 1m36s \| \| \| 8. \| Lorenzo Fortunato \| Vini Zabù-KTM \| + 1m56s \| \| \| 9. \| Carlos Quintero \| Terengganu Inc-TSG Cycling Team \| + 1m59s \| \| \| 10. \| Francesco Manuel Bongiorno \| Vini Zabù-KTM \| + 2m12s \| \| |                            |                                  |           |
| |                            |                                  |           |
| Fonte: ProCyclingStats |                            |                                  |           |
| Classificação geral |                            |                                  |           |
| Ciclista | Ciclista                   | Equipe                           | Tempo     |
| 1. | Danilo Celano              | Team Sapura Cycling              | 26h39m58s |
| 2. | Yevgeniy Fedorov           | Vino-Astana Motors               | + 26s     |
| 3. | Artem Ovechkin             | Terengganu Inc-TSG Cycling Team  | + 35s     |
| 4. | Pierpaolo Ficara           | Team Sapura Cycling              | + 1m07s   |
| 5. | Quentin Pacher             | B&B Hotels-Vital Concept p/b KTM | + 1m09s   |
| 6. | Hideto Nakane              | Nippo-Delko One Provence         | + 1m34s   |
| 7. | Cristian Raileanu          | Team Sapura Cycling              | + 1m36s   |
| 8. | Lorenzo Fortunato          | Vini Zabù-KTM                    | + 1m56s   |
| 9. | Carlos Quintero            | Terengganu Inc-TSG Cycling Team  | + 1m59s   |
| 10. | Francesco Manuel Bongiorno | Vini Zabù-KTM                    | + 2m12s   |

### Classificação por pontos
| Classificação por pontos | Classificação por pontos | Classificação por pontos        | Classificação por pontos | Classificação por pontos |
| Ciclista                 | Ciclista                 | Equipe                          | Pontos                   |                          |
| ------------------------ | ------------------------ | ------------------------------- | ------------------------ | ------------------------ |
| 1.                       | Max Walscheid            | NTT Pro Cycling                 | 65 pts                   |                          |
| 2.                       | Taj Jones                | ARA Pro Racing Sunshine Coast   | 55 pts                   |                          |
| 3.                       | Mohd Hariff Saleh        | Terengganu Inc-TSG Cycling Team | 44 pts                   |                          |
| 4.                       | Matteo Pelucchi          | Bardiani CSF Faizanè            | 32 pts                   |                          |
| 5.                       | Luca Pacioni             | Androni Giocattoli-Sidermec     | 30 pts                   |                          |

### Classificação da montanha
| Classificação da montanha | Classificação da montanha | Classificação da montanha        | Classificação da montanha | Classificação da montanha |
| Ciclista                  | Ciclista                  | Equipe                           | Pontos                    |                           |
| ------------------------- | ------------------------- | -------------------------------- | ------------------------- | ------------------------- |
| 1.                        | Nur Aiman Zariff          | Team Sapura Cycling              | 34 pts                    |                           |
| 2.                        | Quentin Pacher            | B&B Hotels-Vital Concept p/b KTM | 23 pts                    |                           |
| 3.                        | Samuele Battistella       | NTT Pro Cycling                  | 18 pts                    |                           |
| 4.                        | Kevin Rivera              | Androni Giocattoli-Sidermec      | 15 pts                    |                           |
| 5.                        | Rylee Field               | Team BridgeLane                  | 14 pts                    |                           |

### Classificação por equipas
| Classificação por equipes | Classificação por equipes         | Classificação por equipes | Classificação por equipes |
| Equipe                    | Equipe                            | Tempo                     |                           |
| ------------------------- | --------------------------------- | ------------------------- | ------------------------- |
| 1.                        | Sapura                            | 80h02m45s                 |                           |
| 2.                        | Terengganu Inc-TSG Cycling Team   | + 4m44s                   |                           |
| 3.                        | Thailand Continental Cycling Team | + 9m24s                   |                           |

## Evolução das classificações
| Etapa                 | Vencedor              | Classificação geral | Classificação da montanha | Classificação dos pontos | Classificação por equipas |
| --------------------- | --------------------- | ------------------- | ------------------------- | ------------------------ | ------------------------- |
| 1.ª                   | Yevgeniy Fedorov      | Yevgeniy Fedorov    | não outorgado             | Yevgeniy Fedorov         | Vino-Astana Motors        |
| 2.ª                   | Taj Jones             | Yevgeniy Fedorov    | não outorgado             | Yevgeniy Fedorov         | Vino-Astana Motors        |
| 3.ª                   | Max Walscheid         | Yevgeniy Fedorov    | Nur Aiman Zariff          | Max Walscheid            | Vino-Astana Motors        |
| 4.ª                   | Kevin Rivera          | Danilo Celano       | Nur Aiman Zariff          | Max Walscheid            | Sapura                    |
| 5.ª                   | Mohd Hariff Saleh     | Danilo Celano       | Nur Aiman Zariff          | Max Walscheid            | Sapura                    |
| 6.ª                   | Hideto Nakane         | Danilo Celano       | Nur Aiman Zariff          | Max Walscheid            | Sapura                    |
| 7.ª                   | Mohd Hariff Saleh     | Danilo Celano       | Nur Aiman Zariff          | Max Walscheid            | Sapura                    |
| 8.ª                   | Max Walscheid         | Danilo Celano       | Nur Aiman Zariff          | Max Walscheid            | Sapura                    |
| Classificações finais | Classificações finais | Danilo Celano       | Nur Aiman Zariff          | Max Walscheid            | Sapura                    |

## UCI World Ranking
O Tour de Langkawi outorgou pontos para o UCI World Ranking para corredores das equipas nas categorias UCI WorldTeam, UCI ProTeam e Continental. As seguintes tabelas são o barómetro de pontuação e os 10 corredores que obtiveram mais pontos:
| Posição             | 1.º | 2.º | 3.º | 4.º | 5.º | 6.º | 7.º | 8.º | 9.º | 10.º | 11.º | 12.º | 13.º | 14.º | 15.º | 16.º-30.º | 31.º-40.º |
| Classificação geral | 200 | 150 | 125 | 100 | 85  | 70  | 60  | 50  | 40  | 35   | 30   | 25   | 20   | 15   | 10   | 5         | 3         |
| Por etapa           | 20  | 10  | 5   |     |     |     |     |     |     |      |      |      |      |      |      |           |           |
| Líder               | 5   |     |     |     |     |     |     |     |     |      |      |      |      |      |      |           |           |

| Classificação |                   |                                  |       |       |       |       |
| Posição       | Ciclista          | Equipa                           | Geral | Etapa | Líder | Total |
| ------------- | ----------------- | -------------------------------- | ----- | ----- | ----- | ----- |
| 1.º           | Danilo Celano     | Sapura                           | 200   | 10    | 20    | 230   |
| 2.º           | Yevgeniy Fedorov  | Vino-Astana Motors               | 150   | 20    | 15    | 185   |
| 3.º           | Artem Ovechkin    | Terengganu Inc-TSG               | 125   | 5     | -     | 130   |
| 4.º           | Pierpaolo Ficara  | Sapura                           | 100   | -     | -     | 100   |
| 5.º           | Hideto Nakane     | NIPPO DELKO One Provence         | 70    | 20    | -     | 90    |
| 6.º           | Quentin Pacher    | B&B Hotels-Vital Concept p/b KTM | 85    | -     | -     | 85    |
| 7.º           | Cristian Raileanu | Sapura                           | 60    | -     | -     | 60    |
| 8.º           | Max Walscheid     | NTT                              | -     | 60    | -     | 60    |
| 9.º           | Lorenzo Fortunato | Vini Zabù-KTM                    | 50    | -     | -     | 50    |
| 10.º          | Carlos Quintero   | Terengganu Inc-TSG               | 40    | -     | -     | 40    |